# Austin Twenty
La Twenty è un'autovettura prodotta dall'Austin dal 1919 al 1930 in 15.287 esemplari. Dopo che l'Austin 20/6 venne lanciata sul mercato nel 1927, la Twenty fu rinominata 20/4.

## Il contesto
Fino alla prima guerra mondiale l'Austin produceva una vasta gamma di autovetture, che erano collocate principalmente in una fascia piuttosto alta. Herbert Austin, fondatore della casa automobilistica, comprese, influenzato dalla filosofia di Henry Ford, che il futuro dell'industria automobilistica fosse quella della commercializzazione, da parte delle case costruttrici, di un solo modello, ma prodotto su vastissima scala. In precedenza lo stabilimento di Longbridge fu considerevolmente ingrandito per soddisfare l'incremento produttivo dovuto alla conversione degli impianti alle necessità belliche, e quindi il cambiamento di strategia aziendale trovò nella fabbrica ampliata il sito ideale per tradurre in pratica il nuovo corso. Durante la guerra, l'Austin acquistò un esemplare di Hudson Super Six con l'intento di ispirarsi ad esso per la costruzione della Twenty, che era il nuovo modello Austin che avrebbe dovuto concretizzare il nuovo proposito. Poi, a costruzione avvenuta, il nuovo modello risultò troppo grande per il mercato interno e la politica del modello singolo fu rapidamente abrogata con il lancio, nel 1922, della Austin 12 hp, che era per molti versi una Twenty in scala ridotta.

## Caratteristiche tecniche
Il motore era a quattro cilindri in linea ed aveva un alesaggio di 95 mm ed una corsa di 127 mm, che portavano la cilindrata totale a 3.610 cm³. Questo propulsore aveva un monoblocco in ghisa e la testata, separabile, era montata sopra un basamento in lega di alluminio. Il motore sviluppava una potenza di 45 CV a 2.000 giri al minuto. Come già avveniva in una tecnica costruttiva precedente alla prima guerra mondiale, il motore era avvitato direttamente alla scatola del cambio a 4 velocità, che azionava le ruote posteriori mediante un albero di trasmissione senza relativo alloggiamento.
Il telaio, basato sul modello Hudson precedentemente menzionato, era convenzionale ed era accoppiato con sospensioni a balestra semiellittiche sulle quattro ruote dove, sia nell'avantreno che nel retrotreno, era presente un assale rigido. Le ruote erano "da artiglieria". Questo tipo di ruote erano denominate così perché venivano costruite secondo una tecnica utilizzata per fabbricare le ruote di alcuni mezzi militari dell'epoca. Inizialmente i freni agivano solamente sulle ruote posteriori, ma dal 1925 l'impianto frenante su esteso anche alle ruote anteriori. Nell'occasione, le ruote divennero d'acciaio ed a raggi.

## I corpi vettura disponibili

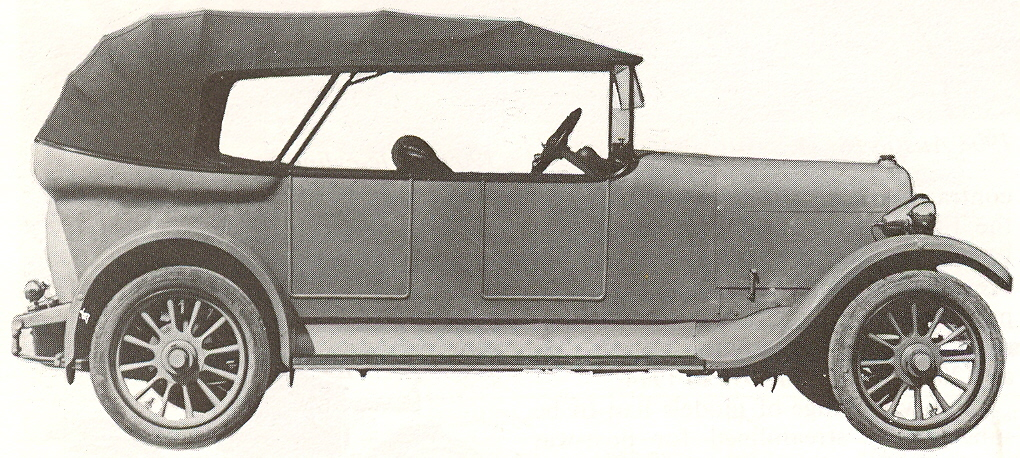
Un’Austin Twenty torpedo del 1920

Quando il modello fu lanciato, nel 1919, i tipi di carrozzeria disponibili erano tre: torpedo, coupé e landaulet. Nel 1921 fu aggiunta alla gamma la coupé Ranelagh due porte. Nel 1922 vennero lanciate sul mercato la landaulet Grosvenor, la coupé Ranelagh quattro porte, la cabriolet e la Westminster cabriolet.
Una versione Sports, che poteva raggiungere una velocità massima di 120 km/h, fu aggiunta alla gamma offerta nel 1921. Questa versione possedeva un motore con rapporto di compressione aumentato ed aveva in dotazione ruote a raggi. Essendo molto costosa, venne prodotta in soli 23 esemplari.
Sul telaio della Twenty vennero assemblati anche veicoli commerciali.

## La fine della produzione
Il modello che venne destinato a sostituire la Twenty, l'20/6, fu presentato al salone dell'automobile di Londra nel 1926. La sua produzione iniziò nel 1927 e terminò nel 1939, ed i due modelli vennero inizialmente commercializzati l'uno a fianco dell'altro, ma il 1930 fu l'ultimo anno di produzione per quella che a quel punto era stata ridenominata 20/4, cioè la Twenty.